# 副泥鳅粘体虫
副泥鳅粘体虫（学名：Myxosoma paramisgurni）为粘体科粘体虫属的动物。在中国，分布于湖北等，营寄生生活，寄生在大鳞副泥鳅的肾。